# Leptochilus longipilis
Leptochilus longipilis är en stekelart som beskrevs av Gusenleitner 1988. Leptochilus longipilis ingår i släktet Leptochilus och familjen Eumenidae. Inga underarter finns listade i Catalogue of Life.